# Cecelia Holland
Cecelia Anastasia Holland (geboren am 31. Dezember 1943 in Henderson, Nevada) ist eine US-amerikanische Schriftstellerin. Bekannt ist sie vor allem als Autorin historischer Romane.

## Leben
Holland begann zu schreiben, als sie 12 war, nach eigenem Bekenntnis von Anfang an im historischen Genre, „da man mit 12 kaum eigene Geschichten zu erzählen hat“. Später am Connecticut College belegte sie Kurse für Kreatives Schreiben und hatte dort William Meredith zum Lehrer, der einen angefangenen Roman Hollands las und sie ermutigte, weiterzuschreiben. Merediths Nachfolger sah das genau so und brachte Holland in Kontakt mit einem Verleger. Der Roman The Firedrake über einen normannischen Söldner, der an der Eroberung Englands 1066 teilnimmt, erschien dann 1966, als Holland sich bereits einen Job in einer New Yorker Buchhandlung gesucht hatte. Stattdessen wurde sie freie Schriftstellerin und blieb es seither.
Im Unterschied zu vielen anderen Autoren historischer Romane zeigt Holland kaum Präferenz für eine bestimmte Epoche oder eine bestimmte Nationalgeschichte. Als Beispiel für die Spannbreite Hollands kann man etwa nennen:
- das prähistorische Britannien (Pillar of the Sky),
- das Ägypten Tutanchamuns und parallel die Zeit der Entdeckung seines Grabes durch Howard Carter (Valley of the Kings),
- das normannische Sizilien des 11. Jahrhunderts (Great Maria),
- die Zeit der Kreuzzüge (Jerusalem),
- die Zeit des Mongolensturms (Until the Sun Falls) oder
- das Ungarn des 16. Jahrhunderts (Rakóssy).

Eine merkbare Präferenz gilt dabei Zeitabschnitten dramatischer Umwälzungen und starker historischer Gestalten, vor allem starker Frauen, exemplarisch hier Eleonore von Aquitanien (The Secret Eleanor, 2010).
Eine gewisse Häufung zeigt sich beim Kalifornien des 19. Jahrhunderts, denn hier sind immerhin vier Romane angesiedelt (The Bear Flag, Railroad Schemes, Lily Nevada, Pacific Street), außerdem die Sachbücher An Ordinary Woman und Finding California. Eine weitere große Gruppe bilden die sechs Romane der Saga um den Wikinger Corban Loosestrife.
Neben ihren historischen Romanen unternahm Holland auch Ausflüge in die Bereiche der Science-Fiction und Fantasy. So ist Floating Worlds (1976), ursprünglich ein im Mongolenreich angesiedelter historischer Roman, erfolgreich zur Space Opera umgebaut worden, und Hollands letzter Roman Dragon Heart (2015) ist klassische High Fantasy.
Holland lebt in Nordkalifornien, hat drei Töchter und unterrichtet regelmäßig kreatives Schreiben im Pelican Bay State Prison.

## Bibliographie
Corban-Loosestrife-Zyklus
- The Soul Thief (2002)
  - Deutsch: Der Dieb der Seelen. Übersetzt von Petra Kall. BLT, 2004, ISBN 3-404-92151-8.
- The Witches’ Kitchen (2004)
  - Deutsch: Die Gefangenen des Meeres. Übersetzt von Rolf Tatje. BLT, 2005, ISBN 3-404-92191-7.
- The Serpent Dreamer (2005)
- Varanger (2008)
- The High City (2009)
- Kings of the North (2010)

Romane
- The Firedrake (1966)
- Rakóssy (1967)
- The Kings in Winter (1968)
- Until the Sun Falls (1969)
- Antichrist (1970)
  - Deutsch: Herrscher aus Apulien. Übersetzt von Marie Henriksen. Weltbild, 2006, ISBN 3-89897-459-6.
- The Earl (1971)
- The Death of Attila (1973)
- Great Maria (1974)
- Floating Worlds (1976, Science-Fiction)
  - Deutsch: Wandernde Welten. Übersetzt von Hans Maeter. Heyne SF&F #3658, 1979, ISBN 3-453-30573-6.
- Two Ravens (1977)
- Valley of the Kings (1977, auch als Elizabeth Eliot Carter)
  - Deutsch: Im Tal der Könige. Übersetzt von Marie Henriksen. Weltbild, 2005, ISBN 3-89897-151-1.
- City of God (1979)
  - Deutsch: Die Kerkermeister Gottes. Übersetzt von Werner Peterich. Hestia, 1995, ISBN 3-89457-056-3.
- Home Ground (1981)
- The Sea Beggars (1982)
- The Belt of Gold (1984)
- Pillar of the Sky (1985)
  - Deutsch: Säule des Himmels. Übersetzt von Karin Kersten. Piper, 1987, ISBN 3-492-03032-7.
- The Lords of Vaumartin (1988)
- The Bear Flag (1990)
  - Deutsch: California. Übersetzt von Werner Peterich. Hestia, 1993, ISBN 3-89457-037-7.
- Pacific Street (1992)
- Jerusalem (1996)
  - Deutsch: Jerusalem. Übersetzt von Marcel Bieger. Bastei-Lübbe-Taschenbuch #50509, 1996, ISBN 3-404-50509-3.
- Railroad Schemes (1997)
- Lily Nevada (1999)
- The Angel and the Sword (2000)
  - Deutsch: Die Ritterin. Übersetzt von Anke Grube. Ullstein #25008, 2001, ISBN 3-548-25008-4.
- The Secret Eleanor: A Novel of Eleanor of Aquitaine (2010)
- The King’s Witch (2011)
- Dragon Heart (2015, Fantasy)

Kurzgeschichten
- Bone Sky (1999)
- Repulse at Hastings, October 14, 1066 (2001)
- Dragon’s Deep (2009)
- The King of Norway (2010)
- Demon Lover (2010)
- Nora’s Song (2013)
- SUM (2015)
- The Sword Tyraste (2017)

Jugendliteratur
- Ghost on the Steppe (1969)
  - Deutsch: Der zweite Pfeil. Übersetzt von Veronika Baumann. Thienemann, 1972, ISBN 3-522-11840-5.
- The King’s Road (1970)

Sachliteratur
- The Story of Anna and the King (1999)
- An Ordinary Woman (1999)
- Blood on the Tracks (2011)
- Finding California (2011)